# U-255
U-255 – niemiecki okręt podwodny (U-Boot) typu VII C z okresu II wojny światowej. Okręt wszedł do służby w 1941 roku. Pierwszym dowódcą był Kptlt. Reinhart Reche.

## Historia
Wcielony do 8. Flotylli U-Bootów celem szkolenia załogi, od lipca 1942 roku kolejno w 11., 13., 7. i 13. Flotylli jako jednostka bojowa.
U-255 odbył piętnaście patroli bojowych na wodach arktycznych i w Zatoce Biskajskiej, podczas których zatopił dziesięć statków o łącznej pojemności 47 640 BRT, uszkodził jeden uznany ostatecznie za niezdolny do dalszej służby (7 191 BRT). Zatopił również niszczyciel eskortowy typu Edsall USS „Leopold” (1 200 t).
23 września 1942 roku na południe od wyspy Jan Mayen okręt został uszkodzony przez bomby głębinowe brytyjskiej łodzi latającej Consolidated PBY Catalina i zmuszony do powrotu do bazy.
Poddany na morzu 17 maja 1945 roku podczas rejsu z Saint-Nazaire do Norwegii, tego samego dnia doprowadzony  do Loch Eriboll, a następnie do Loch Ryan (Szkocja). Zatopiony 13 grudnia 1945 roku podczas operacji Deadlight rakietami wystrzelonymi z samolotu.